# Höllentäler
Als Höllentäler (Hölletäler im Alemannischen) bezeichnet man einen abendlichen und nächtlichen Bergwind, der das Stadtgebiet, vor allem die Innenstadt von Freiburg im Breisgau belüftet und an 60 % der Tage auftritt. Der Wind setzt sich aus den Hangabwinden des Dreisamtals und des Zartener Beckens östlich von Freiburg zusammen. Die Hauptquelle ist das Bruggatal. Er kommt zustande, wenn eine windschwache Hochdruckwetterlage vorliegt und sich die freien Flächen in den Tälern rasch abkühlen. Wenn er auftritt, so ist das schlagartig, bei passender Wetterlage beginnt er ziemlich regelmäßig circa eine Stunde nach Sonnenuntergang. Er verliert dann rasch an Intensität oder schläft ganz ein, das kann sich mehrfach in Phasen von 30 bis 80 Minuten wiederholen. Die höchsten Windgeschwindigkeiten liegen dabei bei bis zu 10 m/s, dies kommt durch die Düsenwirkung zwischen dem Schloßberg/Hirzberg auf der nördlichen und dem Bromberg auf der südlichen Seite.
Gefühlt ist er ein kalter Wind, der zu einer Abkühlung in der Innenstadt führt und einen auf dem Münsterplatz im Sommer zum Frösteln bringt. Dabei drängt er die innerstädtische Wärmeinsel nach Westen ab, erneuert somit die Luft in der Innenstadt und senkt die Schadstoffkonzentrationen.

## Diskussion
2009 kam es zu einer Diskussion über die Temperatur des Höllentälers. Der Meteorologe Jörg Kachelmann legte Kurvendiagramme von Messdaten aus 2006 vor, die beweisen sollten, dass der Höllentäler, im Gegensatz zur gängigen Meinung anderer Freiburger Meteorologen, ein warmer und kein kalter Wind sei.